# Ґарбатка (Мазовецьке воєводство)
Ґарбатка (пол. Garbatka) — село в Польщі, у гміні Лешноволя Пясечинського повіту Мазовецького воєводства.
Населення — 313 осіб (2011).
У 1975-1998 роках село належало до Варшавського воєводства.

## Демографія
Демографічна структура станом на 31 березня 2011 року:
|          | Загалом | Допрацездатний вік | Працездатний вік | Постпрацездатний вік |
| -------- | ------- | ------------------ | ---------------- | -------------------- |
| Чоловіки | 156     | 36                 | 105              | 15                   |
| Жінки    | 157     | 28                 | 104              | 25                   |
| Разом    | 313     | 64                 | 209              | 40                   |